# Gospino Polje
Gospino Polje és una zona verda al sud de la península de Lapad, a Dubrovnik (Croàcia), amb instal·lacions esportives, dues esglésies, el cementiri, l'emblemàtic Hotel Libertas i una magnífica vista a la badia de Dance. Té al nord i est el barri de Montovjerna, al sud el mar, i a l'oest Hladnica.